# Admeto

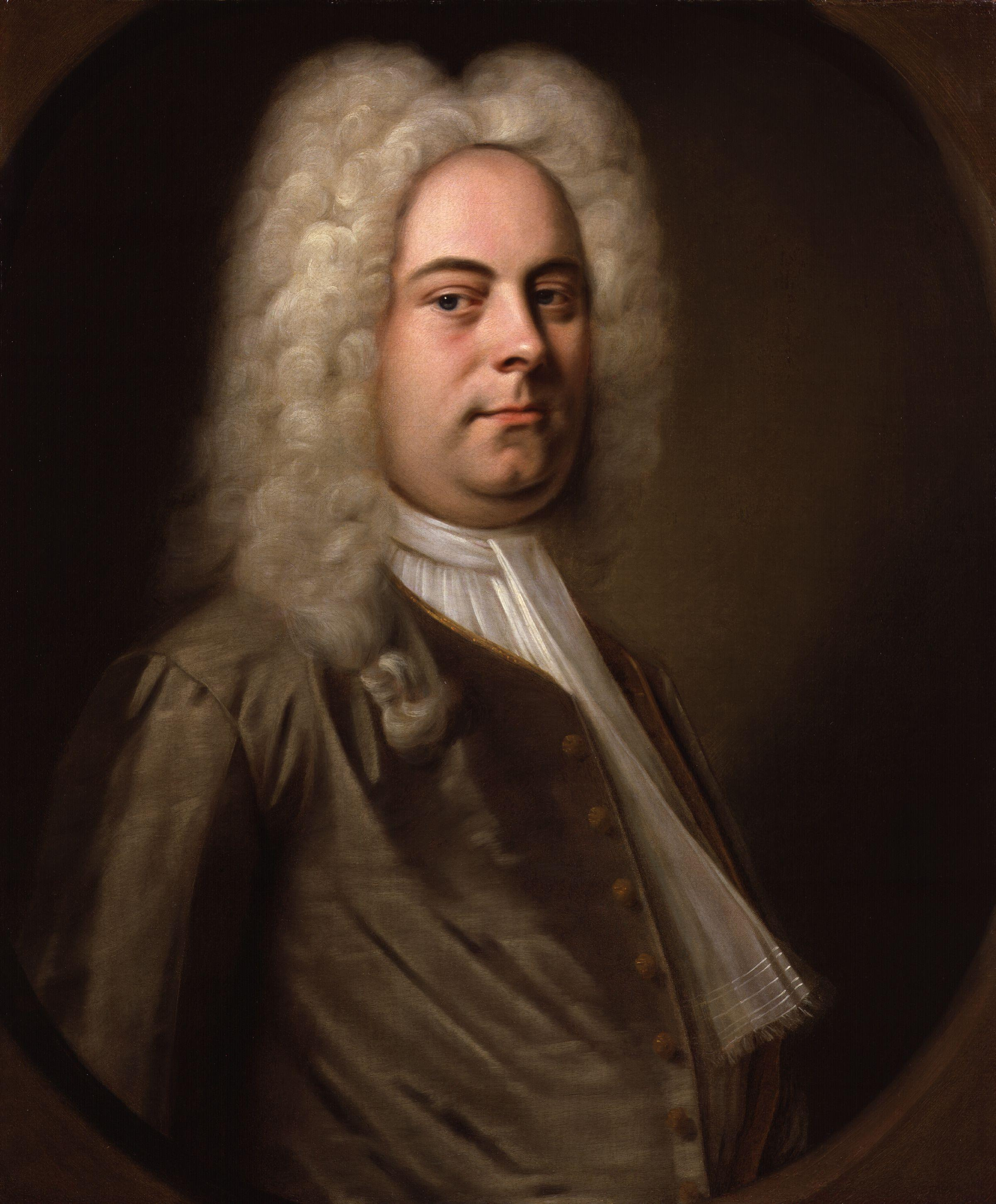
Georg Friedrich Händel

Admeto, re di Tessaglia (Admetos, kung av Thessalien) (HWV 22) är en opera seria i tre akter med musik av Georg Friedrich Händel och libretto av Nicola Haym, omarbetat efter Ortensio Mauros libretto L'Antigona delusa d'Alceste (1660).

## Historia
Händels tidigare operor hade koncentrerats på personliga, politiska och dynastiska förhållanden, men med Alessandro (1726) återgick Händel till de spektakulära och påkostade operorna. Admeto tog denna trend ett steg ytterligare med en handling som var fast rotad i klassisk mytologi. Operan hade premiär den 31 januari 1727 på The Queen's Theatre, Haymarket, London (senare The King's Theatre). Händel satte upp operan de nästföljande tre säsongerna.

## Personer
- Admeto (Admetos) (altkastrat)

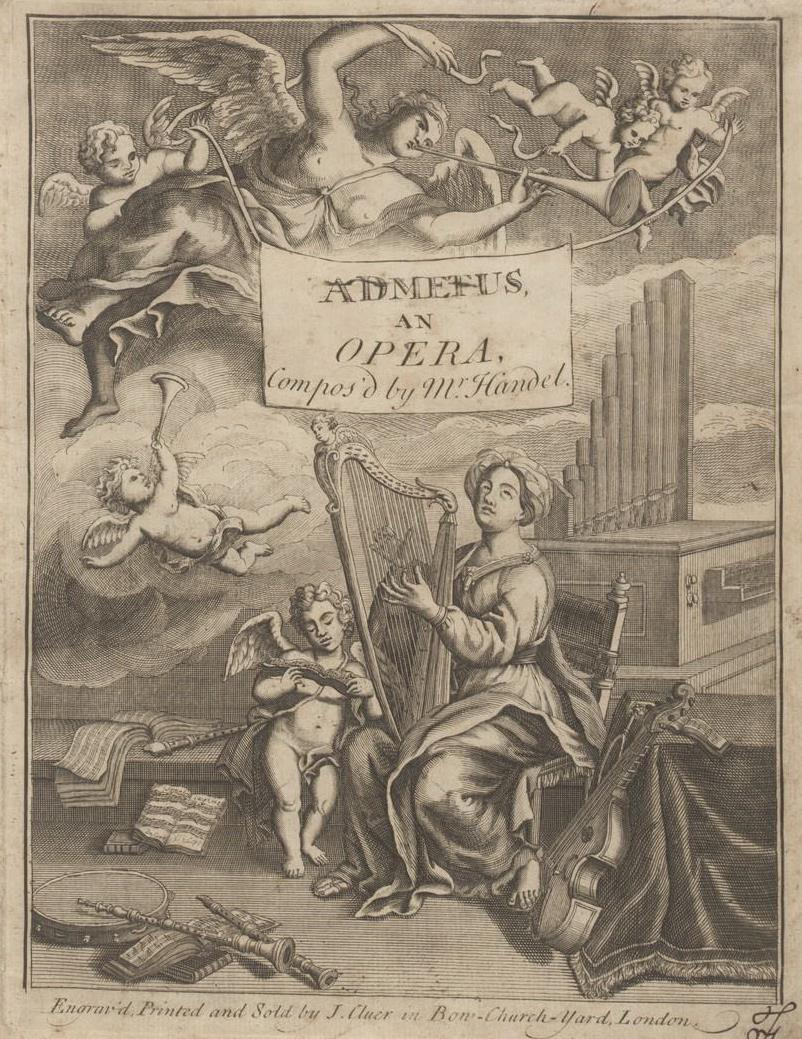
Titelsida till Admeto.

- Alceste, hans hustru (Alkestis) (sopran)
- Antigona (sopran)
- Ercole (Herakles) (bas)
- Trasimede (Thrasymedes) (altkastrat)
- Orindo (kontraalt)
- Meraspe (bas)
- Apollo (bas)
- En röst (baryton)

## Handling
Admeto är döende. Hans hustru Alceste ber till Apollo och en röst från gudens staty förkunnar att Admeto måste dö om inte någon annan offrar sitt liv i hans ställe. Antigona, en trojansk prinsessa och hennes tjänare Meraspe anländer förklädda som herdinnor. Antigona, som en gång var förlovad med Admeto, anklagar honom för otrohet. Alceste begår självmord för att skona maken. Admetos bror Trasimede identifierar Antigona från ett porträtt. Ercole räddar Alceste från underjorden. Antigonas porträtt förs fram till Admeto. Han tjusas av henne fortfarande men kan inte glömma Alceste. Han noterar likheten med herdinnan men får höra att Antigona dog i Troja. Alceste återvänder förklädd som soldat och finner Antigona som svärmar för Admeto. När Ercole testar honom genom att påstå att han misslyckades med att rädda Alceste förblir Admeto oberörd. Bröllopet mellan Admeto och Antigona förbereds men Trasimede vill ha Antigona för sig själv och gömmer sig i bröllopsgemaket, ovetande om att även Alceste har gömt sig där. När Admeto och Antigona träder in rusar Trasimede fram och ämnar hugga ihjäl Admeto. Men han hindras av Alceste. Hon avslöjar sin rätta identitet och förenas med sin make.